# Пекинес
Пекинес (кит. 北京狗; англ. Pekingese «пекинский») — порода собак, выведенная в Древнем Китае более 2000 лет назад. Является одной из древнейших пород собак. Считалась священной у китайских императоров.

## История породы
Само название породы происходит от города Пекин. Китайцы зовут пекинесов собачками Фу. Пекинесов могли иметь только члены семьи китайского императора. Они содержались во дворце и не были доступны простым жителям. Считалось, что это маленькие охранники, да и внешне пекинесы больше похожи на крошечных львов, чем на собак.
Есть древняя китайская легенда о происхождении пекинесов: согласно этой легенде, царь зверей лев в незапамятные времена влюбился в обезьяну и взял её в жёны; родившийся от этого брака детёныш, унаследовал забавную внешность матери и гордый характер отца.

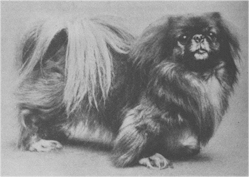
Пекинес в 1904 году

Эта царская собачка попала в Европу после того, как британцы захватили Летний дворец в Пекине. Тогда пять пекинесов, принадлежащих императору, были увезены в качестве трофеев из женских покоев дворца. До этого никому, кроме членов императорской семьи, не позволялось владеть этой собакой, а того, кто смог её украсть, ждала смертная казнь.
Пекинес впервые был представлен на выставке в Европе. Первый клуб любителей пекинеса был организован в США.
Этой породе уже более 2000 лет, и она очень сильно изменилась за это время. Современные пекинесы более тяжёлые и имеют более короткие лапы, чем у их предков. Заводчики, как и эксперты на собачьих выставках, отдают предпочтение пекинесам с длинной красивой шерстью и важной походкой.

## Внешний вид

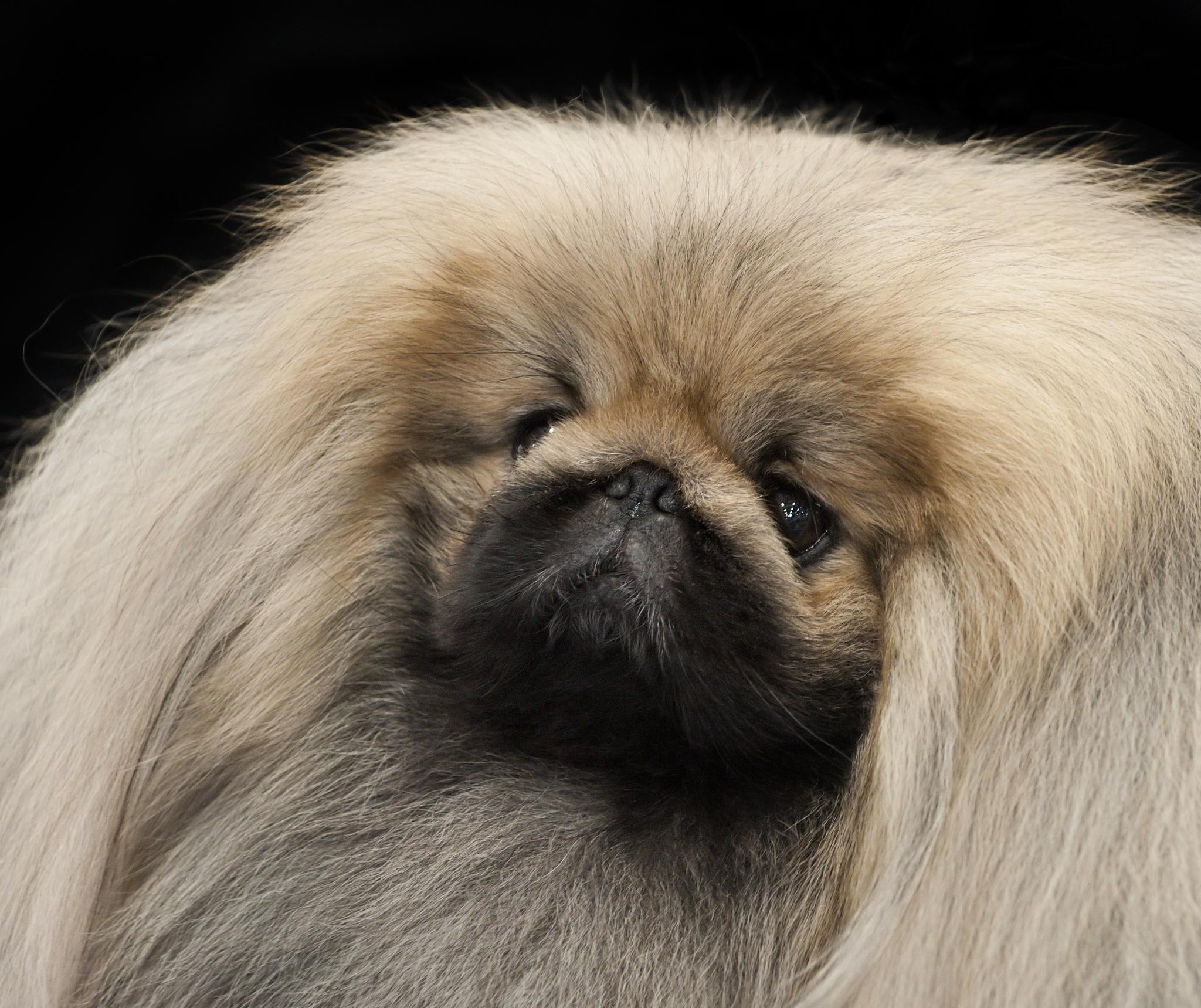

На вид пекинес напоминает маленького льва. Он маленький, сбалансированный, коренастый с большим чувством собственного достоинства. Череп объемный и широкий, морда явно заметная, короткая и широкая, есть выраженный подбородок. Нос приплюснутый и широкий, чёрного цвета с пигментацией. Ноздри большие и открытые. Может быть складка от скул до носа. Глаза круглы, темные и блестящие. Уши высоко посажены, сердцевидной формы, обильно покрыты шерстью. Губы и обводка глаз чёрные.
Шея собаки короткая и толстая. Грудь широкая с изогнутыми ребрами. Корпус короткий. Высоко посаженный хвост закинут на спину или на бок, касается спины, обильно покрыт длинной шерстью. Передние конечности короткие, но крепкие. Задние ноги мускулистые. Лапы крупные и плоские, передние могут чуть-чуть развернуты наружу, задние направлены строго вперед.
У пекинеса неторопливая, гордая походка, шерсть не мешает движениям.
Вес кобелей не больше 5 кг, сук не больше 5,4 кг.

### Шерсть
Шерсть пекинеса длинная и прямая, с большой гривой. Покровной волос грубый, подшёрсток мягкий и плотный. У породы разрешены любые окрасы и отметины. Самый распространенный окрас рыжий, также встречаются чёрные, палевые и разноцветные. Самый редкий окрас белый, но ни в коем случае не альбинизм. Печеночный и мраморный окрасы не допускаются. Пятнистые окрасы с равномерно распределенными пятнами. У породы часто бывает чёрная маска на морде.